# Промышленное строительство
«Промышленное строительство» (укр. Промислове будівництво) — щомісячний науково-технічний та виробничий журнал, орган Держбуду СРСР та Центрального правління Науково-технічного товариства будівельної індустрії; перший радянський будівельний журнал. 

## Історія та опис
Видавали в Москві з вересня 1923 (до вересня 1958 року назва — «Строительная промышленность» (укр. Будівельна промисловість)). Тираж (станом на 1975 рік) — приблизно 19 тисяч екземплярів.
Висвітлював питання: архітектурно-будівельне проєктування промислових підприємств, будівель та споруд; організації та технології будівельного виробництва; вдосконалення будівельних конструкцій, застосування нових будівельних матеріалів. У журналі публікували рекомендації щодо раціональної експлуатації та підвищення довговічності промислових будівель та споруд, інформаційні матеріали про досвід промислового будівництва в СРСР та за кордоном.
Видання продовжилося після розпаду СРСР.

## Джерело
- Промышленное строительство // Большая советская энциклопедия : у 30 т. / гл. ред. А. М. Прохоров. — 3-е изд. — М. : «Советская энциклопедия», 1969—1978. (рос.).